# العطاش (غرناطة)
العِطَاش أو اللطاخ هي بلدية في مقاطعة غرناطة في إسبانيا.